# 경찰 축구단 2013 시즌
경찰 축구단 2013 시즌은 경찰 축구단이 K리그 챌린지에 참가한 첫 시즌이다.